# Zygophylax echinata
Zygophylax echinata is een hydroïdpoliep uit de familie Lafoeidae. De poliep komt uit het geslacht Zygophylax. Zygophylax echinata werd in 1998 voor het eerst wetenschappelijk beschreven door Calder & Vervoort. 